# Mary Blair
Mary Blair, nata Mary Browne Robinson (McAlester, 21 ottobre 1911 – Soquel, 26 luglio 1978), è stata una disegnatrice statunitense, illustratrice di libri per l'infanzia, nota soprattutto per la sua opera con la The Walt Disney Company.

## Biografia
Originaria di McAlester (Oklahoma), Mary Robinson Browne seguì la famiglia in Texas quando era ancora una bambina piccola, e più tardi in California intorno all'età di sette anni.
Diplomata alla San Jose State College, Mary vinse una borsa di studio per il famoso Chouinard Art Institute di Los Angeles, dove sono stati tra i docenti artisti come Pruett Carter, Morgan Russe e Lawrence Murphy.

## Vita privata e carriera
Diplomatasi nel 1933 al California Institute of the Arts, ella si fece apprezzare come pittrice di acquerelli.
Nel 1934 sposò Lee Blair, suo compagno di studi e collega, fratello acquisito dell'animatore Preston Blair (1918-94). Tramite il marito, divenne membro della California School of Watercolor, dove fu apprezzata, come disegnatrice e illustratrice creativa.
Iniziò, quindi, a lavorare nel mondo dell'animazione presso gli studi della Ub Iwerks, poi presso la Harman-Ising, e nel 1938 alla Metro-Goldwyn-Mayer sostituendo il marito, assunto dalla Disney per la lavorazione del film Pinocchio. Per un breve periodo collaborò alla realizzazione di Dumbo.
Dopo il 1939 anche lei passò alla Disney e partecipò ai lavori per Fantasia e Lilli e il vagabondo.

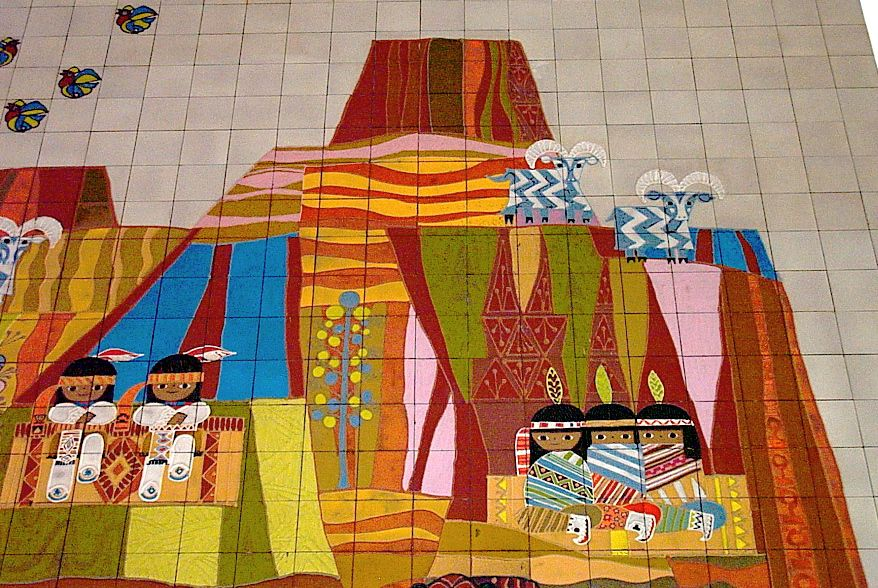
Mary Blair, Mosaic, in Contemporary Resort, Disney, 1971

Nel 1941 accompagnò Walt Disney nel suo viaggio in Sud America, insieme a Lillian e altri artisti, come parte della politica del buon vicinato imposta dal Presidente Roosevelt. Fu quindi un viaggio politico, legato al loro ruolo di personaggi pubblici, non solo un viaggio di affari. Dopo questo viaggio, Disney le affidò la supervisione artistica di Saludos amigos (1942) e di I tre caballeros (1944).
Mary cambia tecnica, iniziando con la pittura a guazzo. Mary Blair si rese famosa per l'introduzione di stili propri dell'arte modernista alla Walt Disney, come l'uso dei colori primari per formare un intenso contrasto e colori che sono innaturali per l'immagine che stanno raffigurando. Nell'Agosto 2017, l'editore Simon&Schuster, dove collaborò, hanno pubblicato una biografia illustrata su di lei.
Gli anni cinquanta furono movimentati per la Disney, con l'uscita di quasi una pellicola in media ogni anno. La Blair partecipò all'animazione dei film a colori dal 1943, per un decennio, alla realizzazione dei classici Disney Cenerentola (1950), Alice nel paese delle meraviglie (1951) e Le avventure di Peter Pan (1953), dove fece apprezzare e sentire l'influsso della sua concezione dell'arte, escludendo solo pochi film collettivi come Bongo e i tre avventurieri, I racconti dello zio Tom e Tanto caro al mio cuore.
Terminato il cortometraggio di Peter Pan, la Blair si dedicò totalmente all'attività di disegnatrice grafica e di illustratrice, collaborando come libera professionista a importanti campagne pubblicitarie per aziende come Nabisco, Pepsodent, Maxwell House, Beatrice Foods, e altre. Inoltre ha illustrato parecchi libri per conto della casa editrice di Simon & Schuster, alcuni di cui rimangono oggi ancora in stampa, e progettò gli addobbi di Pasqua e di Natale per Radio City Music Hall.
Su richiesta di Walt Disney, che ha rispettato il suo innato senso dello stile e del colore, Mary prese a lavorare ad attrazioni per il mondo dell'infanzia. L'attrazione principale era originariamente un padiglione della Pepsi-Cola sponsorizzato da UNICEF al New York World's Fair 1964, poi trasferito a Disneyland al termine, e fu poi ripetuto al Magic Kingdom a Walt Disney World Resort, così come anche a Tokyo Disneyland, Disneyland Paris e Hong Kong Disneyland.
Mary diede la progettazione di base per Disneyland, come lo vediamo ancora oggi, e il padiglione dedicato al Messico nella zona detta Showcase nel parco divertimenti di Epcot, in Florida. Fu responsabile artistico dell'attrazione It's a Small World alla Walt Disney Imagineering, società di ricerca e sviluppo del gruppo.
Nel 1967, Mary creò l'opera d'arte murale sul Paseo di Tomorrowland. Due murales simili delle mattonelle furono realizzati ed esposti lungo il corridoio dell'entrata.  Il murales attraverso lo spazio interno è stato coperto nel 1987 con l'apertura di Star Tours, mentre l'altro è rimasto fino al 1998. Nel 1968, la Blair è stata accreditata come un progettista di colori nella versione cinematografica del film How to Succeed in Business Without Really Trying.
Si spostò a Washington, seguendo la carriera militare di Lee Blair, e poi fece ritorno a Long Island, New York.
Morì il 26 Luglio 1978, a causa di un'emorragia cerebrale.
Mentre la sua arte al di fuori della Disney è poco conosciuta, il suo design audace e innovativo colore serve ancora come fonte di ispirazione per molti designer contemporanei, e animatori di oggi.
Nel 1991, dopo la sua morte, fu premiata come Disney Legend e con il Winsor McCay al ASIFA-Hollywood nel 1996.

## Filmografia parziale
- Come far carriera senza lavorare (1967)
- Le avventure di Peter Pan (1953)
- Alice nel Paese delle Meraviglie (1951)
- Cenerentola (1950)
- Le avventure di Ichabod e Mr. Toad (1949)
- Tanto caro al mio cuore (1949)
- Lo scrigno delle sette perle (1948)
- Musica Maestro (1946)
- I tre caballeros (1944)
- Saludos Amigos (1942)

## Principali libri in qualità di illustratrice
- Baby's House (scritto da Gelolo McHugh) (1950)
- I Can Fly (scritto da Ruth Krauss) (1951)
- The Golden Book of Little Verses (1953)
- The New Golden Song Book (1955)